# 2015年國家聯盟外卡晉級賽
2015年國家聯盟外卡晉級賽（2015 National League Wild Card Game），是由東區、中區、西區等三區的冠軍以外的球隊進行排名，以勝率前兩名的球隊獲得外卡資格，兩隊將會進行1場比賽，獲勝的球隊可以晉級國家聯盟分區賽，其中兩隊以勝率較高的球隊獲得主場優勢，如果兩隊的勝率相同的時候，則以兩隊球季比賽獲得優勢的球隊擁有主場優勢。比賽於美國時間10月7日晚上8點開始。
國家聯盟由匹茲堡海盜（98勝64敗）及芝加哥小熊（97勝65敗）獲得外卡資格，因海盜勝率比小熊高，因此獲得主場優勢。海盜先發投手為傑利特·科爾（Gerrit Cole），小熊先發投手傑克·阿里塔（Jake Arrieta）。
比賽最後結果是由小熊以4比0擊敗海盜，獲得晉級國聯分區賽，將和國家聯盟第1種子聖路易紅雀進行比賽。而海盜在這場比賽被完封以後，連續兩年在主場的外卡戰皆被完封吞敗被淘汰，同時大聯盟今年兩場外卡戰主場球隊皆被完封淘汰。

## 比賽結果
PNC球場，匹茲堡，賓夕法尼亞州
| 球隊       | 1 | 2 | 3 | 4 | 5 | 6 | 7 | 8 | 9 | 10        | 11        | 12        | R | H | E |
| ---------- | - | - | - | - | - | - | - | - | - | --------- | --------- | --------- | - | - | - |
| {{{先攻}}} | 1 | 0 | 2 | 0 | 1 | 0 | 0 | 0 | 0 | {{{R10}}} | {{{R11}}} | {{{R12}}} | 4 | 7 | 1 |
| {{{後攻}}} | 0 | 0 | 0 | 0 | 0 | 0 | 0 | 0 | 0 | {{{H10}}} | {{{H11}}} | {{{H12}}} | 0 | 4 | 1 |

傑克·阿里塔在這場比賽完投完封勝，只被打出4支安打，投出11次三振。另外在七局上半海盜投手瓦森（Tony Watson）一球砸向打擊的小熊投手阿里塔，雙方立刻清空板凳，場上火爆對峙。阿里塔本場比賽前六局1分未失，但卻投出兩個觸身球，一路落後的海盜似乎想報復，七局上抓住阿里塔上場打擊的機會，快速球問候，兩隊立刻爆發衝突，雖然局面馬上控制下來，但瓦森也遭裁判驅逐出場。